# Gastrotheca argenteovirens
Gastrotheca argenteovirens es una especie de anfibios de la familia Amphignathodontidae.
Es endémica de Colombia.
Su hábitat natural incluye montanos tropicales o subtropicales secos, praderas tropicales o subtropicales a gran altitud, ríos, tierras de pastos, jardines rurales y zonas previamente boscosas ahora muy degradadas.